# تميم بن بلقين
تميم بن بلقين الصنهاجي آخر حكام طائفة مالقة في عهد ملوك الطوائف قبل أن يضمها المرابطون.

## سيرته
كان تميم واليًا على مالقة منذ عهد جده باديس بن حبوس. ولما مات جده باديس، واختار شيوخ صنهاجة أخاه الأصغر عبد الله أميرًا على طائفة غرناطة، استقل تميم بمالقة معيدًا بذلك طائفة مالقة التي كان جده باديس انتزعها من بني حمود عام 446 هـ. تلقب بالمنتصر بالله، وأغار على ثغر المنكب الذي كان تحت حكم عبد الله، فسار عبد الله لقتاله وهزمه، وكاد أن ينهي حكمه على مالقة لولا تدخل والدتهما، فتركه عبد الله وعاد إلى غرناطة. وفي عام 478 هـ، استنجد تميم مع ملوك الطوائف بيوسف بن تاشفين زعيم المرابطين في المغرب، لما استضعف ألفونسو السادس ملك قشتالة، وأرهقهم بطلب الجزية، ثم استولى على طليطلة في صفر 478 هـ. وفي عام 479 هـ، شارك تميم مع ملوك الطوائف إلى جانب جيش المرابطين في معركة الزلاقة. وفي عام 483 هـ، اتهم بعض الفقهاء تميم بارتكاب مظالم بحق رعاياه، وطالبوا ابن تاشفين بخلعه، فخلعه يوسف، وأرسله مكبلاً إلى المغرب، ثم نقله إلى السوس. وظل حبيسًا إلى أن عفا عنه ابن تاشفين، فانتقل إلى مراكش حتى توفي بها عام 488 هـ.